# Yasubey Enomoto
Yasubey Enomoto (ur. 15 grudnia 1983 w Zurychu) – szwajcarski zawodnik MMA wagi półśredniej. Finalista prestiżowego turnieju wagi półśredniej Sengoku Welterweight Grand Prix Tournament 2010 oraz były mistrz M-1 Global w wadze półśredniej. Były zawodnik KSW i ACA.

## Życiorys
Yasubey Enomoto urodził się w Zurychu jako syn Peruwiańczyka pochodzenia japońskiego i matki Szwajcarki. Zaczął trenować sztuki walki w wieku sześciu lat, wybierając karate Shōtōkan. Od 16 roku życia ćwiczył Shaolin kung fu. W czasie studiów zainteresował się brazylijskim jiu-jitsu i boksem tajskim W 2006 roku został mistrzem Szwajcarii w kickboxingu, a w 2008 roku został mistrzem świata w federacji boksu tajskiego IKBO. Był mistrzem Europy federacji UGC w grapplingu, dwukrotnie w międzynarodowej niemieckiej federacji BJJ i grapplingu, a także dwukrotnie w szwajcarskiej federacji BJJ i grapplingu. Jego bilans w boksie tajskim wynosi 7:2, w boksie 1:0, w federacji BJJ i grapplingu 90:8.
Razem ze swoim bratem Felipe założyli w Zurychu klub Enomoto Dojo.

## Osiągnięcia

### Mieszane sztuki walki
- 2010: Finalista turnieju wagi półśredniej Sengoku Welterweight Grand Prix Tournament 2010
- 2011-2012: Mistrz M-1 Global w wadze półśredniej

## Lista zawodowych walk MMA
| Wynik     | Bilans | Przeciwnik (bilans przed walką) | Rozstrzygnięcie                                          | Runda | Czas | Rozgrywki                                                    | Data       | Miejsce        | Uwagi                                                                                 |
| --------- | ------ | ------------------------------- | -------------------------------------------------------- | ----- | ---- | ------------------------------------------------------------ | ---------- | -------------- | ------------------------------------------------------------------------------------- |
| Przegrana | 22-16  | Makhmud Muradov (27-8. 1 NC)    | KO (kolano i ciosy pięściami)                            | 2     | 0:40 | Oktagon 68: Todev vs. Fleury                                 | 08.03.2025 | Stuttgart      | Debiut w Oktagon MMA.                                                                 |
| Przegrana | 22-15  | Kiamrian Abbasov (23-6)         | Decyzja (jednogłośna)                                    | 3     | 5:00 | RCC 18                                                       | 24.02.2024 | Tiumeń         |                                                                                       |
| Przegrana | 22-14  | Boris Medvedev (14-2)           | Decyzja (niejednogłośna)                                 | 3     | 5:00 | RCC 12: Ilić vs. Shlemenko                                   | 26.08.2022 | Jekaterynburg  |                                                                                       |
| Wygrana   | 22-13  | Arseniy Smirnov (11-1)          | Decyzja (niejednogłośna)                                 | 3     | 5:00 | RCC 11: Shtyrkov vs Kolobegov                                | 06.05.2022 | Jekaterynburg  |                                                                                       |
| Przegrana | 21-13  | Mikhail Ragozin (18-5)          | Decyzja (jednogłośna)                                    | 3     | 5:00 | RCC 10: Ragozin vs. Enomoto                                  | 18.12.2021 | Jekaterynburg  | Main Event                                                                            |
| Wygrana   | 21-12  | Siergiej Martynow (13-3)        | Decyzja (jednogłośna)                                    | 3     | 5:00 | RCC 8: Martynov vs. Enomoto                                  | 19.12.2020 | Jekaterynburg  | Main Event                                                                            |
| Przegrana | 20-12  | Abubakar Wagajew (18-3)         | Decyzja (jednogłośna)                                    | 3     | 5:00 | ACA 112                                                      | 04.10.2020 | Grozny         |                                                                                       |
| Wygrana   | 20-11  | Iwan Sztyrkow (16-0-1)          | Poddanie (duszenie zza pleców)                           | 2     | 3:21 | RCC 7                                                        | 14.12.2019 | Jekaterynburg  |                                                                                       |
| Wygrana   | 19-11  | Mikhail Ragozin (14-3)          | Decyzja (niejednogłośna)                                 | 3     | 5:00 | RCC: Intro 5                                                 | 14.09.2019 | Jekaterynburg  | Main Event                                                                            |
| Przegrana | 18-11  | Roman Kopylov (7-0)             | KO (cios na korpus)                                      | 4     | 3:42 | Fight Nights Global 91                                       | 27.12.2018 | Moskwa         | Pojedynek o pas mistrzowski Fight Nights Global w wadze średniej                      |
| Wygrana   | 18-10  | Alexei Ivanov (11-4)            | TKO (ciosy pięściami)                                    | 2     | 3:40 | S-70: Plotforma Cup 2018                                     | 22.08.2018 | Soczi          |                                                                                       |
| Wygrana   | 17-10  | Shamil Amirov (3-0-1)           | KO (ciosy pięściami)                                     | 3     | 4:01 | Fight Nights 84                                              | 02.03.2018 | Bratysława     |                                                                                       |
| Przegrana | 16-10  | Aliaskhab Khizriev (10-0)       | Decyzja (jednogłośna)                                    | 3     | 5:00 | Fight Nights 74                                              | 29.09.2017 | Moskwa         |                                                                                       |
| Przegrana | 16-9   | Nikołaj Aleksachin (19-5)       | TKO (niezdolność do kontynuowania walki - kontuzja nogi) | 2     | 1:19 | Fight Nights 61                                              | 11.03.2017 | Briańsk        |                                                                                       |
| Wygrana   | 16-8   | Igor Svirid (10-3)              | Decyzja (jednogłośna)                                    | 3     | 5:00 | ACB 50: Stormbringer                                         | 18.12.2016 | St. Petersburg |                                                                                       |
| Przegrana | 15-8   | Władimir Mineew (7-0)           | Decyzja (jednogłośna)                                    | 3     | 5:00 | Fight Nights 53                                              | 08.10.2016 | Moskwa         |                                                                                       |
| Wygrana   | 15-7   | Stanisław Mołodcow (8-6-1)      | Decyzja (jednogłośna)                                    | 3     | 5:00 | Fight Nights 48                                              | 26.05.2016 | Moskwa         |                                                                                       |
| Przegrana | 14-7   | Asłambiek Saidow (17-4)         | Decyzja (jednogłośna)                                    | 3     | 5:00 | KSW 34: New Order                                            | 05.03.2016 | Warszawa       | Eliminator do walki o międzynarodowe mistrzostwo KSW w wadze półśredniej              |
| Wygrana   | 14-6   | Szamil Zawurow (27-3-1)         | Poddanie (duszenie gilotynowe)                           | 3     | 2:28 | Grozny Fights 9                                              | 04.10.2015 | Grozny         |                                                                                       |
| Wygrana   | 13-6   | Abubakar Vagaev (6-0)           | Decyzja (niejednogłośna)                                 | 3     | 5:00 | Grozny Fights 3                                              | 13.06.2015 | Grozny         |                                                                                       |
| Przegrana | 12-6   | Aleksandr Szlemienko (51-9)     | Decyzja (jednogłośna)                                    | 3     | 5:00 | Fight Nights: Battle of Moscow 18                            | 20.12.2014 | Moskwa         |                                                                                       |
| Wygrana   | 12-5   | Rustam Bogatirev (12-4)         | Decyzja (jednogłośna)                                    | 3     | 5:00 | FEFoMP – Battle of Empires 3                                 | 14.12.2013 | Chabarowsk     |                                                                                       |
| Przegrana | 11-5   | Albiert Tumienow (9-2)          | TKO (wysokie kopnięcie okrężne i ciosy pięściami)        | 1     | 3:52 | Fight Nights: Battle of Moscow 13                            | 26.10.2013 | Moskwa         |                                                                                       |
| Wygrana   | 11-4   | Szamil Zawurow (21-2-1)         | Decyzja (jednogłośna)                                    | 3     | 5:00 | Fight Nights: Battle of Moscow 12                            | 21.06.2013 | Moskwa         |                                                                                       |
| Wygrana   | 10-4   | Khusein Khaliev (8-0)           | Decyzja (niejednogłośna)                                 | 3     | 5:00 | M-1 Challenge 34                                             | 30.09.2012 | Moskwa         |                                                                                       |
| Przegrana | 9-4    | Raszyd Magomiedow (13-1)        | Decyzja (jednogłośna)                                    | 5     | 5:00 | M-1 Challenge 31                                             | 16.03.2012 | Petersburg     | Stracił pas mistrza M-1 Global w wadze półśredniej                                    |
| Wygrana   | 9-3    | Szamil Zawurow (18-1)           | Poddanie (duszenie gilotynowe)                           | 5     | 4:10 | M-1 Challenge 30: Zavurov vs. Enomoto 2                      | 09.12.2011 | Costa Mesa     | Zdobył pas mistrza M-1 Global w wadze półśredniej                                     |
| Wygrana   | 8-3    | Josh Thorpe (11-6)              | Poddanie (duszenie trójkątne rękoma)                     | 1     | 1:07 | M-1 Challenge 27: Magalhaes vs. Zayats                       | 14.10.2011 | Phoenix        |                                                                                       |
| Wygrana   | 7-3    | Rafał Moks (6-3)                | Decyzja (niejednogłośna)                                 | 3     | 5:00 | M-1 Global: M-1 Ukraine European Battle                      | 04.06.2011 | Kijów          |                                                                                       |
| Przegrana | 6-3    | Szamil Zawurow (16-1)           | Decyzja (jednogłośna)                                    | 3     | 5:00 | M-1 Challenge 25: Zavurov vs. Enomoto                        | 28.04.2011 | Petersburg     | Pojedynek o pas mistrza M-1 Global w wadze półśredniej                                |
| Przegrana | 6-2    | Keita Nakamura (20-4-2)         | Poddanie (duszenie zza pleców)                           | 2     | 3:48 | World Victory Road Presents: Soul of Fight                   | 30.12.2010 | Tokio          | Finał turnieju wagi półśredniej Sengoku Welterweight Grand Prix Tournament 2010       |
| Wygrana   | 6-1    | Taisuke Okuno (10-4-2)          | Decyzja (jednogłośna)                                    | 3     | 5:00 | World Victory Road Presents: Sengoku Raiden Championships 15 | 30.10.2010 | Tokio          | Półfinał turnieju wagi półśredniej Sengoku Welterweight Grand Prix Tournament 2010    |
| Wygrana   | 5-1    | Kenta Takagi (6-2)              | Poddanie (duszenie bulldog)                              | 2     | 0:53 | World Victory Road Presents: Sengoku Raiden Championships 14 | 22.08.2010 | Tokio          | Ćwierćfinał turnieju wagi półśredniej Sengoku Welterweight Grand Prix Tournament 2010 |
| Wygrana   | 4-1    | Sanae Kikuta (30-6-3)           | TKO (ciosy pięściami)                                    | 1     | 3:57 | World Victory Road Presents: Sengoku Raiden Championships 13 | 20.06.2010 | Tokio          |                                                                                       |
| Przegrana | 3-1    | Tyler Stinson (13-4)            | TKO (ciosy pięściami)                                    | 3     | 1:59 | AOF 3: Rumble at Robarts                                     | 13.06.2009 | Sarasota       |                                                                                       |
| Wygrana   | 3-0    | Henrique Santana (6-3)          | Decyzja (jednogłośna)                                    | 3     | 5:00 | Cage Fighters Championships 5                                | 07.03.2009 | Purfleet       | Zdobył pas mistrza Cage Fighters Championships w wadze półśredniej                    |
| Wygrana   | 2-0    | Danny Doherty (?-?)             | Poddanie (dźwignia prosta na staw łokciowy)              | 2     | N/A  | Hell Cage 1                                                  | 05.05.2008 | Praga          |                                                                                       |
| Wygrana   | 1-0    | Vlajko Perovic (3-1)            | Decyzja (jednogłośna)                                    | 2     | 5:00 | S-1: European Championship Fight Night                       | 18.02.2006 | Bazylea        | Debiut w MMA                                                                          |